# Bakerdania luxtoni
Bakerdania luxtoni är en spindeldjursart som beskrevs av Sandór Mahunka 1970. Bakerdania luxtoni ingår i släktet Bakerdania och familjen Pygmephoridae. Inga underarter finns listade.